# Brufe (Vila Nova de Famalicão)
Brufe ist eine Gemeinde im Norden Portugals.
Brufe gehört zum Kreis Vila Nova de Famalicão im Distrikt Braga, besitzt eine Fläche von 2,5 km² und hat 2294 Einwohner (Stand 19. April 2021). Sie gehört neben den Gemeinden Antas, Calendário und Vila Nova de Famalicão zum Stadtgebiet von Vila Nova de Famalicão.